# ایزابلا کونا
ایزابلا کونا (لهستانی: Izabela Kuna؛ زادهٔ ۲۵ نوامبر ۱۹۷۰) بازیگر اهل لهستان است. وی از سال ۱۹۹۰ میلادی تاکنون مشغول فعالیت بوده‌است. وی دانش‌آموختهٔ مدرسه ملی فیلم ووچ است.
از فیلم‌ها یا برنامه‌های تلویزیونی که وی در آن نقش داشته‌است، می‌توان به نامه به بابا نوئل ۳، مفقودشدگان، ماری کوری: جسارت دانش، مرد ایده‌آل برای دوست‌دخترم، خون از خون، کشیشان، راه‌های آزادی، رنگ‌های خوشبختی، ماگدا ام.، در خوشی و سختی، در خیابان سپولنی، ع چون عشق، بدهی، طایفه، داستان‌های عاشقانه، ۳۳ صحنه از زندگی، اداره ترافیک، مجرد و ولین اشاره کرد.